# Forte de Nossa Senhora do Carmo de Coimbra
O Forte de Nossa Senhora do Carmo de Coimbra, localizava-se na margem esquerda do rio Paraguai, em posição dominante sobre o estreito de São Francisco Xavier, no atual distrito de Forte Coimbra, município de Corumbá, estado de Mato Grosso do Sul, no Brasil.

## História
O quarto governador e capitão-general da capitania de Mato Grosso, Luís de Albuquerque de Melo Pereira e Cáceres (1772-1789), visando dar suporte à ocupação portuguesa diante da crescente presença espanhola, bem como controlar as razias dos Paiaguás que interrompiam as comunicações fluviais com os distritos auríferos de Cuiabá, determinou a construção de uma fortificação no médio curso do rio Paraguai.
Foi designado para a missão o Capitão Matias Ribeiro da Costa, que partiu de Cuiabá à testa de uma expedição de 245 homens, distribuídos em 15 canoas, divididas em três grupamentos, guiada por um indígena idoso (22 de julho de 1775). Apesar das instruções para se dirigir a um local conhecido como "Fecho dos Morros", a 20 dias de canoa de Cuiabá, próximo à atual cidade de Porto Murtinho, 292 quilômetros ao sul da atual posição do forte, Ribeiro da Costa se fixou no estreito de São Francisco Xavier, à margem esquerda do rio Paraguai (13 de setembro de 1775), incorreção que lhe custou o posto, e sobre a qual nasceriam algumas lendas locais: uma delas reza que São Tomé passou por Fecho dos Morros em direção ao Peru, tendo por isso o local sido considerado como solo sagrado, e lhe sido vedada qualquer intenção bélica; outra, conta que o Capitão foi inspirado pela santa padroeira do forte, Nossa Senhora do Carmo (comemorada a 16 de julho), que lhe iluminou o local do estabelecimento.
A primitiva estrutura, uma estacada de faxina e terra com planta no formato de um polígono retangular com cerca de 40 braças pelo lado maior, foi erigida sob a invocação de Nossa Senhora do Carmo (Forte de Nossa Senhora do Carmo), sendo inaugurada em 17 de setembro. Nos vértices erguiam-se quatro pequenos baluartes sob a invocação de São Gonçalo (norte), São Tiago (leste), Sant'Ana (sul) e Nossa Senhora da Conceição (oeste). No interior, erguiam-se as edificações de serviço (Casa de Comando, Quartel da Tropa, Casa da Palamenta, Armazéns). A artilharia foi recebida por via fluvial desde Belém do Pará, uma vez que a Coroa espanhola não permitia a passagem de material bélico português pela bacia do rio da Prata à época. Após a inauguração, o comando foi entregue ao Sargento-mor Marcelino Rodrigues de Campos (GARRIDO, 1940:159-160).
Também conhecido como Presídio de Coimbra, em poucos meses sofreu um incêndio que o danificou sériamente. Mais tarde, foi atacado pelos Guaicurus (1777). O novo governador e Capitão-general da capitania de Mato Grosso, João de Albuquerque de Melo Pereira e Cáceres (1789-1796), incumbiu o Sargento-mor Joaquim José Ferreira, comandante da praça de Coimbra, de pacificar os indígenas, o que foi alcançado ainda em 1789, junto aos chefes João Queima e Paulo Ferreira (SOUZA, 1885:134).
Após um novo ataque dos Guaicurus (1791), que dizimou 54 homens da guarnição (GARRIDO, 1940:160), a estrutura foi sucedida pelo Forte Novo de Coimbra.